# Plethodon ainsworthi
Plethodon ainsworthi (tên tiếng Anh: Ainsworth's Salamander) là một loài kỳ giông thuộc họ Plethodontidae.
Nó là loài đặc hữu của Bắc Mỹ.
Môi trường sống tự nhiên của chúng là các khu rừng ôn hòa và suối nước ngọt.
Nó đã tuyệt chủng do mất môi trường sống.